# Olga Antonowna Dobiasch-Roschdestwenskaja

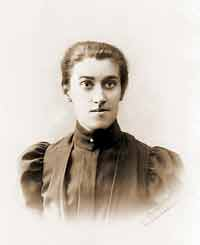
Olga Antonowna Dobiasch-Roschdestwenskaja

Olga Antonowna Dobiasch-Roschdestwenskaja (russisch Ольга Антоновна Добиаш-Рождественская; * 19. Maijul. / 31. Mai 1874greg. in Charkow; † 30. August 1939 im Dorf Isori bei Wolossowo in der Oblast Leningrad) war eine russische Historikerin, Mediävistin und Hochschullehrerin.

## Leben
Olga Dobiasch, Tochter des tschechischstämmigen Geschichtslehrers Anton W. Dobiasch, schloss das Neschiner Mädchengymnasium 1891 mit einer Goldmedaille ab. Wegen ihrer schwachen Gesundheit erlaubten ihr ihre Eltern erst 1895 das Studium in den Höheren Bestuschewski-Kursen für Frauen in St. Petersburg. 1899 wurde sie wegen Beteiligung an Studentenunruhen im Zusammenhang mit dem Selbstmord der Kursteilnehmerin M. W. Wetrowa von den Kursen ausgeschlossen und kurz in der Peter-und-Paul-Festung inhaftiert. In den folgenden drei Jahren gab sie Privatstunden, da ihr der Unterricht an Staatlichen Einrichtungen verboten war. Erst danach durfte sie an staatlichen Gymnasien unterrichten. Auch unterrichtete sie an Arbeiter-Sonntagsschulen. 1904–1906 war sie Sekretärin der Allrussischen Lehrer-Union. 1907 wurde sie auf Einladung ihres Lehrers I. M. Greaves Dozentin (1916 Professorin) in den Bestuschewski-Kursen.
1908 heiratete Olga Dobiasch den Physiker Ilja Roschdestwenski. Im gleichen Jahr wurde sie auf Greaves Empfehlung zum Studium an der École nationale des chartes in der Sorbonne nach Paris geschickt. Dort verfasste sie ihre Dissertation La vie paroissiale en France au XIII-e siècle ďaprès les actes episcopaux, mit der sie 1911 von der Universität von Paris promoviert wurde. Nach ihrer Rückkehr lehrte sie an der Universität St. Petersburg. Im Mittelpunkt ihrer Forschung und Lehre stand das westeuropäische Mittelalter, wobei sie sich besonders den Kreuzzügen widmete. 1915 verteidigte sie dort erfolgreich ihre russische Magister-Dissertation Die Kirche in Frankreich im 13. Jahrhundert, die auf ihrer französischen Dissertation 1911 basierte. Damit war sie die erste Frau in Russland, die den Magister der Allgemeinen Geschichte erhielt. Ende 1916 bis Mitte 1917 war sie bei den Kadetten, weshalb sie nach der Oktoberrevolution von August bis September 1919 inhaftiert war.
Nach der Oktoberrevolution wurde Dobiasch-Roschdestwenskaja 1918 als erster Frau mit ihrer Dissertation Der Kult des Heiligen Michael im lateinischen Mittelalter 5.–8. Jahrhundert der Doktor der Allgemeinen Geschichte verliehen. Sie wurde dann Professorin auf Lebenszeit an der Universität Petrograd bzw. Leningrad und 1929 als erste Frau Korrespondierendes Mitglied der Akademie der Wissenschaften der UdSSR (AN-SSSR). Zusätzlich arbeitete sie ab 1922 bis zu ihrem Tode in der Handschriftenabteilung der Russischen Nationalbibliothek.
Dobiasch-Roschdestwenskaja wurde auf dem Leningrader Wolkowo-Friedhof an den Literatenbrücken begraben. Der Physiker Alexander Dobiasch war ihr Bruder.